# Thyreoglobuline
Thyreoglobuline (Tg) is een groot glycoproteïne dat wordt geproduceerd in de schildklier. Het wordt opgeslagen in het colloid van de follikels van de schildklier. Tyrosineresiduen van het thyreoglobuline worden gejodineerd en hieruit worden T4 en T3, de schildklierhormonen, gemaakt. T3 en T4 worden daarna vanuit de schildklier uitgescheiden in het bloed. Daar kunnen ze hun werk doen.
De synthese en opslag van thyreoglobuline vinden plaats in de vier achtereenvolgende stadia:
1. Synthese van thyreoglobuline.
2. Opname van jodide uit het bloed. Dit gebeurt door middel van actief transport via een jodiumpomp die wordt gestimuleerd door TSH.
3. Oxidatie van het jodide met behulp van waterstofperoxide tot hypojodiet.
4. Jodering van tyrosylresiduen van het thyreoglobuline. Dit vindt plaats in het lumen van de follikel van het schildklierweefsel.

Bij de jodering wordt binnen het eiwit thyreoglobuline eerst monojodotyrosine (MIT) gevormd, daarna di-jodotyrosine (DIT). Vervolgens worden twee moleculen DIT verenigd tot tetrajoodthyronine (T4/thyroxine). Daarnaast wordt ook tri-jodothyronine (T3) geproduceerd, waarschijnlijk door de samenvoeging van MIT en DIT. 
Normaal gesproken komen er slechts kleine hoeveelheden van thyreoglobuline in het bloed. 
Echter bij folliculaire en papillaire carcinomen (bepaalde vormen van schildklierkanker) komen grotere hoeveelheden thyreoglobuline in het bloed. Thyreoglobuline wordt dan gemeten in het bloed na operatie of behandeling om de ziekte te vervolgen. 
Thyreoglobuline kan gemeten worden in een klinisch chemisch laboratorium. Het is van belang bij deze bepaling om te checken of er Tg-antistoffen zijn, omdat deze de uitslag niet interpreteerbaar maken.